# Demi Lovato/Diskografie
Diese Diskografie ist eine Übersicht über die musikalischen Werke der US-amerikanischen Sängerin Demi Lovato. Den Quellenangaben und Schallplattenauszeichnungen zufolge verkaufte sie bisher mehr als 84,8 Millionen Tonträger, davon alleine in ihrer Heimat über 57,1 Millionen. Ihre erfolgreichste Veröffentlichung ist die Single Sorry Not Sorry mit über 9,9 Millionen verkauften Einheiten.

## Alben

### Studioalben
| Jahr | Titel Musiklabel                                                      | Höchstplatzierung, Gesamtwochen, AuszeichnungChartplatzierungen (Jahr, Titel, Musiklabel, Platzierungen, Wochen, Auszeichnungen, Anmerkungen) | Höchstplatzierung, Gesamtwochen, AuszeichnungChartplatzierungen (Jahr, Titel, Musiklabel, Platzierungen, Wochen, Auszeichnungen, Anmerkungen) | Höchstplatzierung, Gesamtwochen, AuszeichnungChartplatzierungen (Jahr, Titel, Musiklabel, Platzierungen, Wochen, Auszeichnungen, Anmerkungen) | Höchstplatzierung, Gesamtwochen, AuszeichnungChartplatzierungen (Jahr, Titel, Musiklabel, Platzierungen, Wochen, Auszeichnungen, Anmerkungen) | Höchstplatzierung, Gesamtwochen, AuszeichnungChartplatzierungen (Jahr, Titel, Musiklabel, Platzierungen, Wochen, Auszeichnungen, Anmerkungen) | Anmerkungen                                                    |
| Jahr | Titel Musiklabel                                                      | DE | AT | CH | UK | US | Anmerkungen                                                    |
| ---- | --------------------------------------------------------------------- | --- | --- | --- | --- | --- | -------------------------------------------------------------- |
| 2008 | Don’t Forget Hollywood Records (UMG)                                  | — | — | — | — | US2 Gold · (45 Wo.)US | Erstveröffentlichung: 17. April 2009 Verkäufe: + 551.000       |
| 2009 | Here We Go Again Hollywood Records (UMG)                              | — | — | — | — | US1 Gold · (24 Wo.)US | Erstveröffentlichung: 2. Oktober 2009 Verkäufe: + 536.000      |
| 2011 | Unbroken Hollywood Records (UMG)                                      | DE61 (1 Wo.)DE | AT50 (1 Wo.)AT | CH29 (2 Wo.)CH | UK45 (2 Wo.)UK | US4 Platin · (42 Wo.)US | Erstveröffentlichung: 17. Februar 2011 Verkäufe: + 1.047.500   |
| 2013 | Demi Hollywood Records (UMG)                                          | DE39 (1 Wo.)DE | AT38 (1 Wo.)AT | CH36 (3 Wo.)CH | UK10 Gold · (12 Wo.)UK | US3 ×2Doppelplatin · (51 Wo.)US | Erstveröffentlichung: 10. Mai 2013 Verkäufe: + 2.470.000       |
| 2015 | Confident Hollywood Records / Island Records (UMG)                    | DE23 (1 Wo.)DE | AT19 (1 Wo.)AT | CH13 (2 Wo.)CH | UK6 Silber · (3 Wo.)UK | US2 Platin · (41 Wo.)US | Erstveröffentlichung: 16. Oktober 2015 Verkäufe: + 1.235.000   |
| 2017 | Tell Me You Love Me Island Records (UMG)                              | DE32 (1 Wo.)DE | AT29 (1 Wo.)AT | CH32 (1 Wo.)CH | UK5 Gold · (26 Wo.)UK | US3 Platin · (62 Wo.)US | Erstveröffentlichung: 29. September 2017 Verkäufe: + 1.292.500 |
| 2021 | Dancing with the Devil… the Art of Starting Over Island Records (UMG) | DE12 (2 Wo.)DE | AT8 (2 Wo.)AT | CH7 (2 Wo.)CH | UK2 Silber · (4 Wo.)UK | US2 (8 Wo.)US | Erstveröffentlichung: 2. April 2021 Verkäufe: + 105.500        |
| 2022 | Holy Fvck Island Records (UMG)                                        | DE26 (1 Wo.)DE | AT74 (1 Wo.)AT | CH41 (1 Wo.)CH | UK7 (1 Wo.)UK | US7 (2 Wo.)US | Erstveröffentlichung: 19. August 2022                          |

### Remixalben
| Jahr | Titel Musiklabel              | Höchstplatzierung, Gesamtwochen, AuszeichnungChartplatzierungen (Jahr, Titel, Musiklabel, Platzierungen, Wochen, Auszeichnungen, Anmerkungen) | Höchstplatzierung, Gesamtwochen, AuszeichnungChartplatzierungen (Jahr, Titel, Musiklabel, Platzierungen, Wochen, Auszeichnungen, Anmerkungen) | Höchstplatzierung, Gesamtwochen, AuszeichnungChartplatzierungen (Jahr, Titel, Musiklabel, Platzierungen, Wochen, Auszeichnungen, Anmerkungen) | Höchstplatzierung, Gesamtwochen, AuszeichnungChartplatzierungen (Jahr, Titel, Musiklabel, Platzierungen, Wochen, Auszeichnungen, Anmerkungen) | Höchstplatzierung, Gesamtwochen, AuszeichnungChartplatzierungen (Jahr, Titel, Musiklabel, Platzierungen, Wochen, Auszeichnungen, Anmerkungen) | Anmerkungen                              |
| Jahr | Titel Musiklabel              | DE | AT | CH | UK | US | Anmerkungen                              |
| ---- | ----------------------------- | --- | --- | --- | --- | --- | ---------------------------------------- |
| 2023 | Revamped Island Records (UMG) | — | — | — | UK59 (1 Wo.)UK | US60 (1 Wo.)US | Erstveröffentlichung: 15. September 2023 |

### Soundtracks
| Jahr | Titel Musiklabel                                     | Höchstplatzierung, Gesamtwochen, AuszeichnungChartplatzierungen (Jahr, Titel, Musiklabel, Platzierungen, Wochen, Auszeichnungen, Anmerkungen) | Höchstplatzierung, Gesamtwochen, AuszeichnungChartplatzierungen (Jahr, Titel, Musiklabel, Platzierungen, Wochen, Auszeichnungen, Anmerkungen) | Höchstplatzierung, Gesamtwochen, AuszeichnungChartplatzierungen (Jahr, Titel, Musiklabel, Platzierungen, Wochen, Auszeichnungen, Anmerkungen) | Höchstplatzierung, Gesamtwochen, AuszeichnungChartplatzierungen (Jahr, Titel, Musiklabel, Platzierungen, Wochen, Auszeichnungen, Anmerkungen) | Höchstplatzierung, Gesamtwochen, AuszeichnungChartplatzierungen (Jahr, Titel, Musiklabel, Platzierungen, Wochen, Auszeichnungen, Anmerkungen) | Anmerkungen                                                   |
| Jahr | Titel Musiklabel                                     | DE | AT | CH | UK | US | Anmerkungen                                                   |
| ---- | ---------------------------------------------------- | --- | --- | --- | --- | --- | ------------------------------------------------------------- |
| 2008 | Camp Rock Walt Disney Records (EMI)                  | DE9 (22 Wo.)DE | AT3 Gold · (16 Wo.)AT | CH32 (8 Wo.)CH | UK2 Gold · (77 Wo.)UK | US3 Platin · (36 Wo.)US | Erstveröffentlichung: 5. September 2008 Verkäufe: + 1.448.000 |
| 2010 | Camp Rock 2: The Final Jam Walt Disney Records (EMI) | DE28 (10 Wo.)DE | AT18 (12 Wo.)AT | CH45 (7 Wo.)CH | UK— SilberUK | US3 (13 Wo.)US | Erstveröffentlichung: 13. August 2010 Verkäufe: + 80.000      |
| 2010 | Sonny with a Chance Walt Disney Records (UMG)        | — | — | — | — | US163 (1 Wo.)US | Erstveröffentlichung: 5. Oktober 2010                         |

## Singles

### Als Leadmusikerin
| Jahr | Titel Album                                                                               | Höchstplatzierung, Gesamtwochen, AuszeichnungChartplatzierungen (Jahr, Titel, Album, Platzierungen, Wochen, Auszeichnungen, Anmerkungen) | Höchstplatzierung, Gesamtwochen, AuszeichnungChartplatzierungen (Jahr, Titel, Album, Platzierungen, Wochen, Auszeichnungen, Anmerkungen) | Höchstplatzierung, Gesamtwochen, AuszeichnungChartplatzierungen (Jahr, Titel, Album, Platzierungen, Wochen, Auszeichnungen, Anmerkungen) | Höchstplatzierung, Gesamtwochen, AuszeichnungChartplatzierungen (Jahr, Titel, Album, Platzierungen, Wochen, Auszeichnungen, Anmerkungen) | Höchstplatzierung, Gesamtwochen, AuszeichnungChartplatzierungen (Jahr, Titel, Album, Platzierungen, Wochen, Auszeichnungen, Anmerkungen) | Anmerkungen                                                                          |
| Jahr | Titel Album                                                                               | DE | AT | CH | UK | US | Anmerkungen                                                                          |
| --- | ----------------------------------------------------------------------------------------- | --- | --- | --- | --- | --- | ------------------------------------------------------------------------------------ |
| 2008 | This Is Me Lo que soy (spanische Version) Camp Rock (O.S.T.)                              | DE36 (6 Wo.)DE | AT18 (6 Wo.)AT | CH39 (2 Wo.)CH | UK33 (4 Wo.)UK | US9 Platin · (7 Wo.)US | Erstveröffentlichung: 17. Juni 2008 Verkäufe: + 1.070.000; mit Joe Jonas             |
| 2008 | Get Back Don’t Forget                                                                     | — | — | — | — | US43 Gold · (6 Wo.)US | Erstveröffentlichung: 12. August 2008 Verkäufe: + 586.000                            |
| 2008 | La La Land Don’t Forget                                                                   | DE82 (1 Wo.)DE | — | — | UK35 (7 Wo.)UK | US52 Platin · (8 Wo.)US | Erstveröffentlichung: 22. Dezember 2008 Verkäufe: + 1.035.000                        |
| 2009 | Don’t Forget                                                                              | — | — | — | — | US41 Platin · (9 Wo.)US | Erstveröffentlichung: 16. März 2009 Verkäufe: + 1.100.000                            |
| 2009 | Here We Go Again                                                                          | — | — | — | — | US15 Platin · (9 Wo.)US | Erstveröffentlichung: 17. Juni 2009 Verkäufe: + 1.000.000                            |
| 2010 | Remember December Here We Go Again                                                        | — | — | — | UK80 (1 Wo.)UK | — | Erstveröffentlichung: 18. Januar 2010                                                |
| 2010 | Wouldn’t Change a Thing Camp Rock 2: The Final Jam                                        | DE28 (11 Wo.)DE | AT36 (9 Wo.)AT | — | UK71 (1 Wo.)UK | US— GoldUS | Erstveröffentlichung: 30. Juli 2010 Verkäufe: + 500.000; feat. Joe Jonas/Stanfour    |
| 2011 | Skyscraper Rascacielo (spanische Version) Unbroken                                        | DE78 (1 Wo.)DE | — | CH67 (1 Wo.)CH | UK7 Gold · (14 Wo.)UK | US10 ×3Dreifachplatin · (15 Wo.)US | Erstveröffentlichung: 12. Juli 2011 Verkäufe: + 3.724.000                            |
| 2012 | Give Your Heart a Break Unbroken                                                          | — | — | — | UK— SilberUK | US16 ×4Vierfachplatin · (32 Wo.)US | Erstveröffentlichung: 23. Januar 2012 Verkäufe: + 4.502.500                          |
| 2013 | Heart Attack Demi                                                                         | DE— GoldDE | — | CH73 (1 Wo.)CH | UK3 Platin · (15 Wo.)UK | US10 ×5Fünffachplatin · (20 Wo.)US | Erstveröffentlichung: 24. Februar 2013 Verkäufe: + 6.837.500                         |
| 2013 | Made in the USA Demi                                                                      | — | — | — | UK89 (2 Wo.)UK | US80 Gold · (2 Wo.)US | Erstveröffentlichung: 8. Juli 2013 Verkäufe: + 530.000                               |
| 2013 | Neon Lights Demi                                                                          | — | — | — | UK15 Silber · (3 Wo.)UK | US36 ×2Doppelplatin · (20 Wo.)US | Erstveröffentlichung: 23. September 2013 Verkäufe: + 2.430.000                       |
| 2013 | Let It Go Die Eiskönigin – Völlig unverfroren (O.S.T.)                                    | DE65 Gold · (6 Wo.)DE | AT31 (4 Wo.)AT | CH60 (5 Wo.)CH | UK42 Gold · (27 Wo.)UK | US38 ×2Doppelplatin · (20 Wo.)US | Erstveröffentlichung: 21. Oktober 2013 Verkäufe: + 3.030.000; Original: Idina Menzel |
| 2014 | Really Don’t Care Demi                                                                    | — | — | — | UK92 Silber · (1 Wo.)UK | US26 ×2Doppelplatin · (18 Wo.)US | Erstveröffentlichung: 30. Juni 2014 Verkäufe: + 2.440.000; feat. Cher Lloyd          |
| 2015 | Cool for the Summer Confident                                                             | DE33 a Gold · (9 Wo.)DE | AT26 a (7 Wo.)AT | CH53 a (11 Wo.)CH | UK7 Platin · (11 Wo.)UK | US11 ×4Vierfachplatin · (20 Wo.)US | Erstveröffentlichung: 1. Juli 2015 Verkäufe: + 6.045.000                             |
| 2015 | Confident                                                                                 | — | — | — | UK65 Platin · (4 Wo.)UK | US21 ×4Vierfachplatin · (20 Wo.)US | Erstveröffentlichung: 18. September 2015 Verkäufe: + 5.310.000                       |
| 2015 | Stone Cold Confident                                                                      | — | — | — | UK— SilberUK | US— PlatinUS | Erstveröffentlichung: 9. Oktober 2015 Verkäufe: + 1.660.000                          |
| 2016 | Body Say –                                                                                | — | — | — | — | US84 Gold · (1 Wo.)US | Erstveröffentlichung: 1. Juli 2016 Verkäufe: + 610.000                               |
| 2017 | Sorry Not Sorry Tell Me You Love Me                                                       | DE62 Gold · (13 Wo.)DE | AT45 (16 Wo.)AT | CH47 (18 Wo.)CH | UK9 ×2Doppelplatin · (25 Wo.)UK | US6 ×7Siebenfachplatin · (36 Wo.)US | Erstveröffentlichung: 11. Juli 2017 Verkäufe: + 9.925.000                            |
| 2017 | Tell Me You Love Me                                                                       | DE91 (1 Wo.)DE | — | — | UK85 Silber · (4 Wo.)UK | US53 ×2Doppelplatin · (20 Wo.)US | Erstveröffentlichung: 24. August 2017 Verkäufe: + 2.490.000                          |
| 2018 | Sober –                                                                                   | — | — | CH61 (1 Wo.)CH | UK63 Silber · (3 Wo.)UK | US47 Gold · (3 Wo.)US | Erstveröffentlichung: 21. Juni 2018 Verkäufe: + 955.000                              |
| 2020 | Anyone Dancing with the Devil… the Art of Starting Over                                   | — | — | — | — | US34 Gold · (2 Wo.)US | Erstveröffentlichung: 26. Januar 2020 Verkäufe: + 540.000                            |
| 2020 | I Love Me Dancing with the Devil… the Art of Starting Over (Expanded-Edition)             | DE89 (1 Wo.)DE | AT60 (1 Wo.)AT | CH65 (1 Wo.)CH | UK35 (5 Wo.)UK | US18 Platin · (10 Wo.)US | Erstveröffentlichung: 6. März 2020 Verkäufe: + 1.115.000                             |
| 2020 | I’m Ready Dancing with the Devil… the Art of Starting Over (Expanded-Edition) • Love Goes | DE66 (2 Wo.)DE | AT56 (1 Wo.)AT | CH35 (3 Wo.)CH | UK20 Silber · (9 Wo.)UK | US36 Gold · (4 Wo.)US | Erstveröffentlichung: 16. April 2020 Verkäufe: + 890.000; mit Sam Smith              |
| 2020 | OK Not to Be OK Dancing with the Devil… the Art of Starting Over (Expanded-Edition)       | DE— bDE | — | CH51 (1 Wo.)CH | UK42 (7 Wo.)UK | US36 (6 Wo.)US | Erstveröffentlichung: 10. September 2020 Verkäufe: + 80.000; feat. Marshmello        |
| 2020 | Still Have Me –                                                                           | — | — | — | — | — | Erstveröffentlichung: 1. Oktober 2020 Verkäufe: + 20.000                             |
| 2020 | Commander in Chief –                                                                      | — | — | — | — | — | Erstveröffentlichung: 14. Oktober 2020                                               |
| 2021 | What Other People Say Dancing with the Devil… the Art of Starting Over                    | — | — | — | UK58 Silber · (11 Wo.)UK | — | Erstveröffentlichung: 4. Februar 2021 Verkäufe: + 270.000; feat. Sam Fischer         |
| 2021 | Dancing with the Devil Dancing with the Devil… the Art of Starting Over                   | — | — | — | UK50 (3 Wo.)UK | US56 Gold · (2 Wo.)US | Erstveröffentlichung: 26. März 2021 Verkäufe: + 540.000                              |
| 2021 | Met Him Last Night Dancing with the Devil… the Art of Starting Over                       | DE— cDE | — | CH88 (2 Wo.)CH | UK44 (4 Wo.)UK | US61 (1 Wo.)US | Erstveröffentlichung: 1. April 2021 Verkäufe: + 40.000; feat. Ariana Grande          |
| 2022 | Skin of My Teeth Holy Fvck                                                                | — | — | — | — | — | Erstveröffentlichung: 10. Juni 2022                                                  |
| 2022 | Substance Holy Fvck                                                                       | — | — | — | — | — | Erstveröffentlichung: 15. Juli 2022                                                  |
| 2022 | 29 Holy Fvck                                                                              | — | — | — | — | US96 (1 Wo.)US | Erstveröffentlichung: 17. August 2022 Verkäufe: + 40.000                             |
| 2023 | Still Alive Scream VI (O.S.T.)                                                            | — | — | — | — | — | Erstveröffentlichung: 3. März 2023                                                   |
| 2023 | Swine –                                                                                   | — | — | — | — | — | Erstveröffentlichung: 22. Juni 2023                                                  |
| 2024 | Chula –                                                                                   | — | — | — | — | — | Erstveröffentlichung: 15. August 2024 Verkäufe: + 30.000; mit Grupo Firme            |
| 2024 | You’ll Be OK, Kid –                                                                       | — | — | — | — | — | Erstveröffentlichung: 13. September 2024                                             |
| Folgende Lieder erschienen nicht als Single, wurden aber durch das Album zum Download und Streaming bereitgestellt und konnten somit eine Platzierung erlangen: |                                                                                           | | | | | |                                                                                      |
| |                                                                                           | | | | | |                                                                                      |
| 2008 | On the Line Don’t Forget                                                                  | — | — | — | — | US100 (1 Wo.)US | Charteinstieg: 11. Oktober 2008 feat. Jonas Brothers                                 |
| 2009 | One and the Same Prinzessinnen Schutzprogramm (O.S.T.)                                    | — | — | — | — | US82 (1 Wo.)US | Charteinstieg: 18. Juli 2009 Verkäufe: + 329.000; mit Selena Gomez                   |
| 2009 | Catch Me Here We Go Again                                                                 | — | — | — | — | US89 (1 Wo.)US | Charteinstieg: 8. August 2009                                                        |
| 2011 | Fix a Heart Unbroken                                                                      | — | — | — | — | US69 Gold · (1 Wo.)US | Charteinstieg: 8. Oktober 2011 Verkäufe: + 500.000                                   |
| 2011 | Unbroken                                                                                  | — | — | — | — | US98 (1 Wo.)US | Charteinstieg: 8. Oktober 2011                                                       |

### Als Gastmusikerin
| Jahr | Titel Album                                                       | Höchstplatzierung, Gesamtwochen, AuszeichnungChartplatzierungen (Jahr, Titel, Album, Platzierungen, Wochen, Auszeichnungen, Anmerkungen) | Höchstplatzierung, Gesamtwochen, AuszeichnungChartplatzierungen (Jahr, Titel, Album, Platzierungen, Wochen, Auszeichnungen, Anmerkungen) | Höchstplatzierung, Gesamtwochen, AuszeichnungChartplatzierungen (Jahr, Titel, Album, Platzierungen, Wochen, Auszeichnungen, Anmerkungen) | Höchstplatzierung, Gesamtwochen, AuszeichnungChartplatzierungen (Jahr, Titel, Album, Platzierungen, Wochen, Auszeichnungen, Anmerkungen) | Höchstplatzierung, Gesamtwochen, AuszeichnungChartplatzierungen (Jahr, Titel, Album, Platzierungen, Wochen, Auszeichnungen, Anmerkungen) | Anmerkungen                                                                                          |
| Jahr | Titel Album                                                       | DE | AT | CH | UK | US | Anmerkungen                                                                                          |
| ---- | ----------------------------------------------------------------- | --- | --- | --- | --- | --- | --- |
| 2008 | We Rock Camp Rock (O.S.T.)                                        | — | AT70 (1 Wo.)AT | — | UK97 (1 Wo.)UK | US33 (3 Wo.)US | Erstveröffentlichung: 3. Juni 2008 mit Camp Rock Cast                                                |
| 2010 | We’ll Be a Dream Smile Kid                                        | — | — | — | — | US76 (6 Wo.)US | Erstveröffentlichung: 2. März 2010 Verkäufe: + 314.000; We the Kings feat. Demi Lovato               |
| 2010 | It’s On Camp Rock 2: The Final Jam                                | — | — | — | — | — | Erstveröffentlichung: 28. Mai 2010 mit Camp Rock Cast                                                |
| 2014 | Somebody to You Meet the Vamps                                    | — | — | — | UK4 Platin · (17 Wo.)UK | US— GoldUS | Erstveröffentlichung: 30. Mai 2014 Verkäufe: + 1.375.000; The Vamps feat. Demi Lovato                |
| 2014 | Up Never Been Better • Demi (Deluxe-Edition)                      | DE17 Gold · (28 Wo.)DE | AT6 (20 Wo.)AT | CH28 (20 Wo.)CH | UK4 ×2Doppelplatin · (36 Wo.)UK | — | Erstveröffentlichung: 23. Dezember 2014 Verkäufe: + 1.695.000; Olly Murs feat. Demi Lovato           |
| 2015 | Irresistible (Remix) Make America Psycho Again (Japanese-Edition) | — | — | — | — | — | Erstveröffentlichung: 16. Oktober 2015 Fall Out Boy feat. Demi Lovato                                |
| 2016 | Without a Fight –                                                 | — | — | — | — | — | Erstveröffentlichung: 13. Mai 2016 Brad Paisley feat. Demi Lovato                                    |
| 2017 | No Promises –                                                     | DE40 Gold · (23 Wo.)DE | AT40 (20 Wo.)AT | CH41 (22 Wo.)CH | UK18 Platin · (22 Wo.)UK | US38 Platin · (23 Wo.)US | Erstveröffentlichung: 31. März 2017 Verkäufe: + 2.695.000; Cheat Codes feat. Demi Lovato             |
| 2017 | Instruction Snacks (EP) • Tell Me You Love Me (Deluxe Edition)    | DE31 Gold · (15 Wo.)DE | AT66 (4 Wo.)AT | — | UK13 Platin · (18 Wo.)UK | — | Erstveröffentlichung: 16. Juni 2017 Verkäufe: + 1.185.000 Jax Jones feat. Demi Lovato & Stefflon Don |
| 2017 | Échame la culpa Vida                                              | DE6 Platin · (41 Wo.)DE | AT1 Gold · (36 Wo.)AT | CH2 (44 Wo.)CH | UK46 Silber · (4 Wo.)UK | US47 ×3Dreifachplatin (Latin) · (20 Wo.)US                                                                                               | Erstveröffentlichung: 17. November 2017 Verkäufe: + 2.778.333; Luis Fonsi feat. Demi Lovato          |
| 2018 | I Believe A Wrinkle in Time: Original Motion Picture Soundtrack   | — | — | — | — | — | Erstveröffentlichung: 9. März 2018 DJ Khaled feat. Demi Lovato                                       |
| 2018 | Fall in Line Liberation                                           | — | — | CH86 (1 Wo.)CH | UK99 (1 Wo.)UK | — | Erstveröffentlichung: 16. Mai 2018 Christina Aguilera feat. Demi Lovato                              |
| 2018 | Solo What Is Love?                                                | DE1 ×3Dreifachgold · (37 Wo.)DE | AT1 ×2Doppelplatin · (32 Wo.)AT | CH2 (36 Wo.)CH | UK1 ×2Doppelplatin · (29 Wo.)UK | US58 Platin · (13 Wo.)US | Erstveröffentlichung: 18. Mai 2018 Verkäufe: + 4.823.333; Clean Bandit feat. Demi Lovato             |
| 2020 | Monsters (Remix) –                                                | — | — | — | — | US— dUS | Erstveröffentlichung: 4. Dezember 2020 All Time Low feat. Blackbear & Demi Lovato                    |
| 2021 | Breakdown These Things Happen Too                                 | DE— eDE | — | — | — | — | Erstveröffentlichung: 17. September 2021 G-Eazy feat. Demi Lovato                                    |
| 2022 | Fiimy (Fuck It, I Miss You) Pulp                                  | — | — | — | — | — | Erstveröffentlichung: 4. Februar 2022 Winnetka Bowling League feat. Demi Lovato                      |
| 2023 | Eve, Psyche & the Bluebeard’s Wife –                              | — | — | — | — | — | Erstveröffentlichung: 4. August 2023 Le Sserafim feat. Demi Lovato                                   |
| 2023 | Let Me Down Easy Aurora (Super Deluxe Edition)                    | — | — | — | — | — | Erstveröffentlichung: 11. August 2023 Daisy Jones & the Six feat. Demi Lovato                        |
| 2023 | Penhasco2 Escândalo Íntimo                                        | — | — | — | — | — | Erstveröffentlichung: 28. August 2023 Luísa Sonza feat. Demi Lovato                                  |
| 2024 | Papa Was a Rollin’ Stone Orgy of the Damned                       | — | — | — | — | — | Erstveröffentlichung: 16. Mai 2024 Slash feat. Demi Lovato; Original: The Undisputed Truth           |

## Musikvideos
| Jahr | Titel                      | Regie                                                   |
| ---- | -------------------------- | ------------------------------------------------------- |
| 2004 | Moves Me                   |                                                         |
| 2008 | Get Back                   | Philip Andelman                                         |
| 2008 | La La Land                 | Brendan Malloy, Tim Wheeler                             |
| 2009 | Don’t Forget               | Robert Hales                                            |
| 2009 | Lo que soy                 | Edgar Romero                                            |
| 2009 | Here We Go Again           | Brendan Malloy, Tim Wheeler                             |
| 2009 | One and the Same           | Brandon Dickerson                                       |
| 2009 | Send It On                 | F. Michael Blum                                         |
| 2009 | Gift of a Friend           | Brandon Dickerson                                       |
| 2009 | Bounce                     |                                                         |
| 2009 | Remember December          | Tim Wheeler                                             |
| 2010 | Make a Wave                | F. Michael Blum, Tracy Pion                             |
| 2010 | It’s On                    | Brandon Dickerson                                       |
| 2010 | Wouldn’t Change a Thing    | Paul Hoen                                               |
| 2010 | We’ll Be a Dream           | Raul B. Fernandez                                       |
| 2011 | Skyscraper                 | Mark Pellington                                         |
| 2012 | Give Your Heart a Break    | Justin Francis                                          |
| 2013 | Heart Attack               | Chris Applebaum                                         |
| 2013 | Made in the USA            | Demi Lovato, Ryan Pallotta                              |
| 2013 | Let It Go                  | Declan Whitebloom                                       |
| 2013 | Neon Lights                | Ryan Pallotta                                           |
| 2014 | In Case                    | Michael Sarner                                          |
| 2014 | Somebody to You            | Emil Nava                                               |
| 2014 | Really Don’t Care          | Ryan Pallotta                                           |
| 2014 | Up                         | Ben Turner, Gabe Turner                                 |
| 2014 | Nightingale                | Black Coffee                                            |
| 2015 | Cool for the Summer        | Hannah Lux Davis                                        |
| 2015 | Confident                  | Robert Rodriguez                                        |
| 2015 | Waitin’ for You            | Black Coffee                                            |
| 2016 | Irresistible               | Wayne Isham                                             |
| 2016 | Stone Cold                 | Patrick Ecclesine                                       |
| 2016 | Without a Fight            | Jeff Venable                                            |
| 2017 | No Promises                | Hannah Lux Davis                                        |
| 2017 | Sorry Not Sorry            | Hannah Lux Davis                                        |
| 2017 | Instruction                | Ozzie Pullin                                            |
| 2017 | Échame la culpa            | Carlos Perez                                            |
| 2017 | Tell Me You Love Me        | Mark Pellington                                         |
| 2018 | I Believe                  | Hannah Lux Davis                                        |
| 2018 | Don’t Go Breaking My Heart |                                                         |
| 2018 | Fall in Line               | Luke Gilford                                            |
| 2018 | Solo                       | Grace Chatto, Jack Patterson                            |
| 2020 | I Love Me                  | Hannah Lux Davis                                        |
| 2020 | I’m Ready                  | Jora Frantzis                                           |
| 2020 | OK Not to Be OK            | Hannah Lux Davis (Singleversion) — (Duke & Jones Remix) |
| 2020 | Commander in Chief         | Director X                                              |
| 2021 | What Other People Say      | Dano Cerny                                              |
| 2021 | Dancing with the Devil     | Demi Lovato, Michael D. Ratner                          |
| 2021 | Breakdown                  | Daniel Cz                                               |
| 2021 | Melon Cake                 | Hannah Lux Davis                                        |
| 2021 | Dancing with the Devil     | Michael D. Ratner                                       |
| 2022 | Skin of My Teeth           | Nick Harwood                                            |
| 2022 | Substance                  | Cody Critcheloe                                         |
| 2023 | Still Alive                | Jensen Noen                                             |
| 2023 | Swine                      | Meriel O’Connell                                        |
| 2023 | Penhasco2                  | Diego Fraga                                             |

## Promoveröffentlichungen
Promo-Singles

| Jahr | Titel Album                                                                            | Höchstplatzierung, Gesamtwochen, AuszeichnungChartplatzierungen (Jahr, Titel, Album, Platzierungen, Wochen, Auszeichnungen, Anmerkungen) | Höchstplatzierung, Gesamtwochen, AuszeichnungChartplatzierungen (Jahr, Titel, Album, Platzierungen, Wochen, Auszeichnungen, Anmerkungen) | Höchstplatzierung, Gesamtwochen, AuszeichnungChartplatzierungen (Jahr, Titel, Album, Platzierungen, Wochen, Auszeichnungen, Anmerkungen) | Höchstplatzierung, Gesamtwochen, AuszeichnungChartplatzierungen (Jahr, Titel, Album, Platzierungen, Wochen, Auszeichnungen, Anmerkungen) | Höchstplatzierung, Gesamtwochen, AuszeichnungChartplatzierungen (Jahr, Titel, Album, Platzierungen, Wochen, Auszeichnungen, Anmerkungen) | Anmerkungen                                                                                  |
| Jahr | Titel Album                                                                            | DE | AT | CH | UK | US | Anmerkungen                                                                                  |
| ---- | -------------------------------------------------------------------------------------- | --- | --- | --- | --- | --- | -------------------------------------------------------------------------------------------- |
| 2008 | Moves Me –                                                                             | — | — | — | — | — | Erstveröffentlichung: 23. Dezember 2008                                                      |
| 2009 | Send It On Send It On – US Digital EP                                                  | — | — | — | — | US20 (5 Wo.)US | Erstveröffentlichung: 11. August 2009 mit Disney Friends for Change                          |
| 2009 | Bounce –                                                                               | — | — | — | — | — | Erstveröffentlichung: 2009 mit Jonas Brothers feat. Big Rob                                  |
| 2009 | Gift of a Friend Here We Go Again                                                      | — | — | — | — | — | Erstveröffentlichung: 8. September 2009                                                      |
| 2010 | Make a Wave –                                                                          | — | — | — | — | US84 (1 Wo.)US | Erstveröffentlichung: 15. März 2010 mit Joe Jonas                                            |
| 2010 | Can’t Back Down Camp Rock 2: The Final Jam                                             | — | — | — | — | — | Erstveröffentlichung: 10. Mai 2010 mit Camp Rock 2: The Final Jam Cast                       |
| 2010 | Me, Myself and Time Sonny with a Chance (O.S.T.)                                       | — | — | — | — | — | Erstveröffentlichung: 3. August 2010                                                         |
| 2014 | Hold On –                                                                              | — | — | — | — | — | Erstveröffentlichung: 3. März 2014 mit Glee Cast & Adam Lambert; Original: Wilson Phillips   |
| 2014 | The Happening –                                                                        | — | — | — | — | — | Erstveröffentlichung: 3. März 2014 mit Glee Cast & Adam Lambert; Original: The Supremes      |
| 2014 | I Hate You, Don’t Leave Me Demi                                                        | — | — | — | — | — | Erstveröffentlichung: 3. November 2014                                                       |
| 2017 | You Don’t Do It for Me Anymore Tell Me You Love Me                                     | — | — | — | — | US— GoldUS | Erstveröffentlichung: 8. September 2017 Verkäufe: + 500.000                                  |
| 2017 | Sexy Dirty Love Tell Me You Love Me                                                    | — | — | — | — | — | Erstveröffentlichung: 22. September 2017                                                     |
| 2017 | I’ll Be Home for Christmas –                                                           | — | — | — | — | — | Erstveröffentlichung: 29. November 2017 Original: Bing Crosby                                |
| 2018 | Don’t Go Breaking My Heart Revamp: Reimagining the Songs of Elton John & Bernie Taupin | — | — | — | — | — | Erstveröffentlichung: 16. März 2018 Q-Tip feat. Demi Lovato; Original: Elton John & Kiki Dee |
| 2021 | Lonely People Dancing with the Devil… the Art of Starting Over                         | — | — | — | — | — | Erstveröffentlichung: 1. April 2021                                                          |
| 2021 | Unforgettable (Tommy’s Song) –                                                         | — | — | — | — | — | Erstveröffentlichung: 9. Oktober 2021                                                        |

## Sonderveröffentlichungen

### Alben
| Jahr | Titel Musiklabel                                         | Anmerkungen                                                       |
| ---- | -------------------------------------------------------- | ----------------------------------------------------------------- |
| 2009 | iTunes Live from London Hollywood Records (UMG)          | Erstveröffentlichung: 17. Mai 2009 Vertrieb nur über iTunes       |
| 2009 | Live: Walmart Soundcheck Hollywood Records (UMG)         | Erstveröffentlichung: 10. November 2009 Vertrieb nur über Walmart |
| 2014 | Live in London Hollywood Records (UMG)                   | Erstveröffentlichung: 1. Januar 2014 Vertrieb nur über Spotify    |
| 2016 | Spotify Sessions (Live from NYC) Hollywood Records (UMG) | Erstveröffentlichung: 8. Januar 2016 Vertrieb nur über Spotify    |
| 2017 | Spotify Singles Island Records (UMG)                     | Erstveröffentlichung: 13. Dezember 2017 Vertrieb nur über Spotify |
| 2021 | Love in 4D Universal Music (UMG)                         | Erstveröffentlichung: 10. Juni 2021 Mini-Kompilation              |

| Jahr | Titel Musiklabel                                                         | Anmerkungen                                                                |
| ---- | ------------------------------------------------------------------------ | -------------------------------------------------------------------------- |
| 2010 | Disney Sing~Along – Camp Rock Walt Disney Records (EMI)                  | Erstveröffentlichung: 2. Juli 2010 Teil der „Disney-Sing~Along“-Reihe      |
| 2010 | Disney Sing~Along – Camp Rock 2: The Final Jam Walt Disney Records (EMI) | Erstveröffentlichung: 3. September 2010 Teil der „Disney-Sing~Along“-Reihe |
| 2011 | Camp Rock / Camp Rock 2: The Final Jam EMI Gold (EMI)                    | Erstveröffentlichung: 3. Juni 2011 Teil der „2-CD-Set“-Reihe               |
| 2011 | Jonas L.A. / Sonny with a Chance EMI Gold (EMI)                          | Erstveröffentlichung: 3. Juni 2011 Teil der „2-CD-Set“-Reihe               |

### Lieder
| Jahr | Titel Album                                                                            | Anmerkungen                                                                                  |
| ---- | -------------------------------------------------------------------------------------- | -------------------------------------------------------------------------------------------- |
| 2009 | Send It On Send It On – US Digital EP                                                  | Erstveröffentlichung: 11. August 2009 mit Disney Friends for Change                          |
| 2010 | We’ll Be a Dream Smile Kid                                                             | Erstveröffentlichung: 3. September 2010 We the Kings feat. Demi Lovato                       |
| 2011 | Why Don’t You Love Me? Whatever                                                        | Erstveröffentlichung: 29. November 2011 Hot Chelle Rae feat. Demi Lovato                     |
| 2014 | Somebody to You Meet The Vamps                                                         | Erstveröffentlichung: 11. April 2014 The Vamps feat. Demi Lovato                             |
| 2014 | Avalanche Nick Jonas                                                                   | Erstveröffentlichung: 10. November 2014 Nick Jonas feat. Demi Lovato                         |
| 2014 | Up Never Been Better                                                                   | Erstveröffentlichung: 21. November 2014 Olly Murs feat. Demi Lovato                          |
| 2017 | Irresistible (Remix) Make America Psycho Again (Japanese-Edition)                      | Erstveröffentlichung: 12. März 2017 Fall Out Boy feat. Demi Lovato                           |
| 2018 | I Believe Das Zeiträtsel                                                               | Erstveröffentlichung: 9. März 2018 DJ Khaled feat. Demi Lovato                               |
| 2018 | Don’t Go Breaking My Heart Revamp: Reimagining the Songs of Elton John & Bernie Taupin | Erstveröffentlichung: 6. April 2018 Q-Tip feat. Demi Lovato; Original: Elton John & Kiki Dee |
| 2018 | Fall in Line Liberation                                                                | Erstveröffentlichung: 15. Juni 2018 Christina Aguilera feat. Demi Lovato                     |
| 2018 | Instruction Snacks (EP)                                                                | Erstveröffentlichung: 30. November 2018 Jax Jones feat. Demi Lovato & Stefflon Don           |
| 2018 | Solo What Is Love?                                                                     | Erstveröffentlichung: 30. November 2018 Clean Bandit feat. Demi Lovato                       |
| 2019 | Échame la culpa Vida                                                                   | Erstveröffentlichung: 1. Februar 2019 Luis Fonsi feat. Demi Lovato                           |
| 2020 | Lonely Hearts (Remix) Good to Know (Deluxe-Edition)                                    | Erstveröffentlichung: 28. August 2020 JoJo feat. Demi Lovato                                 |
| 2020 | My Reputation The Recession 2                                                          | Erstveröffentlichung: 20. November 2020 Jeezy feat. Demi Lovato & Lil Duval                  |
| 2021 | Breakdown These Things Happen Too                                                      | Erstveröffentlichung: 24. September 2021 G-Eazy feat. Demi Lovato                            |
| 2022 | Fiimy (Fuck It, I Miss You) Pulp                                                       | Erstveröffentlichung: 4. Februar 2022 Winnetka Bowling League feat. Demi Lovato              |
| 2023 | Penhasco2 Escândalo Íntimo                                                             | Erstveröffentlichung: 29. August 2023 Luísa Sonza feat. Demi Lovato                          |
| 2023 | Let Me Down Easy Aurora (Super Deluxe Edition)                                         | Erstveröffentlichung: 1. Dezember 2023 Daisy Jones & the Six feat. Demi Lovato               |
| 2024 | Papa Was a Rollin’ Stone Orgy of the Damned                                            | Erstveröffentlichung: 17. Mai 2024 Slash feat. Demi Lovato; Original: The Undisputed Truth   |

| Jahr | Titel Album                                                                            | Anmerkungen                                                                                  |
| ---- | -------------------------------------------------------------------------------------- | -------------------------------------------------------------------------------------------- |
| 2008 | That’s How You Know Disneymania 6                                                      | Erstveröffentlichung: 20. Mai 2008 Original: Amy Adams                                       |
| 2013 | Here Comes the Sun Glee Sings The Beatles                                              | Erstveröffentlichung: 24. September 2013 mit Naya Rivera; Original: The Beatles              |
| 2018 | Don’t Go Breaking My Heart Revamp: Reimagining the Songs of Elton John & Bernie Taupin | Erstveröffentlichung: 6. April 2018 Q-Tip feat. Demi Lovato; Original: Elton John & Kiki Dee |

| Jahr | Titel Soundtrack                                                   | Anmerkungen                                                                               |
| ---- | ------------------------------------------------------------------ | ----------------------------------------------------------------------------------------- |
| 2009 | One and the Same Prinzessinnen Schutzprogramm                      | Erstveröffentlichung: 9. Juni 2009 mit Selena Gomez                                       |
| 2009 | Gift of a Friend Tinkerbell – Die Suche nach dem verlorenen Schatz | Erstveröffentlichung: 16. Dezember 2009                                                   |
| 2013 | Roar Glee – A Katy or a Gaga                                       | Erstveröffentlichung: 5. November 2013 mit Glee Cast & Adam Lambert; Original: Katy Perry |
| 2013 | Heart by Heart Chroniken der Unterwelt – City of Bones             | Erstveröffentlichung: 20. August 2013                                                     |
| 2013 | Let It Go Die Eiskönigin – Völlig unverfroren                      | Erstveröffentlichung: 25. November 2013 Original: Idina Menzel                            |
| 2016 | I Will Survive Angry Birds – Der Film                              | Erstveröffentlichung: 6. Mai 2016 Original: Gloria Gaynor                                 |
| 2018 | I Believe Das Zeiträtsel                                           | Erstveröffentlichung: 9. März 2018 DJ Khaled feat. Demi Lovato                            |
| 2020 | In the Mirror Eurovision Song Contest: The Story of Fire Saga      | Erstveröffentlichung: 26. Juni 2020                                                       |
| 2023 | Still Alive Scream VI                                              | Erstveröffentlichung: 10. März 2023                                                       |

## Statistik

### Chartauswertung
|                     | DE    | AT    | CH    | UK    | US     |
| ------------------- | ----- | ----- | ----- | ----- | ------ |
| Nummer-eins-Alben   | DE—DE | AT—AT | CH—CH | UK—UK | US1US  |
| Top-10-Alben        | DE1DE | AT2AT | CH1CH | UK6UK | US9US  |
| Alben in den Charts | DE8DE | AT8AT | CH8CH | UK8UK | US12US |

|                       | DE     | AT     | CH     | UK     | US     |
| --------------------- | ------ | ------ | ------ | ------ | ------ |
| Nummer-eins-Singles   | DE1DE  | AT2AT  | CH—CH  | UK1UK  | US—US  |
| Top-10-Singles        | DE2DE  | AT2AT  | CH2CH  | UK8UK  | US4US  |
| Singles in den Charts | DE14DE | AT13AT | CH16CH | UK29UK | US37US |

### Auszeichnungen für Musikverkäufe
Das Lied Warrior wurde weder als Single veröffentlicht, noch konnte es aufgrund von Downloads oder Musikstreaming die Charts erreichen. Dennoch erhielt es eine Goldene Schallplatte für über 500.000 verkaufte Einheiten in den Vereinigten Staaten.
| Land/RegionAuszeichnungen für Musikverkäufe (Land/Region, Auszeichnungen, Verkäufe, Quellen) | Silber       | Gold         | Platin         | Diamant       | Verkäufe   | Quellen                           |
| -------------------------------------------------------------------------------------------- | ------------ | ------------ | -------------- | ------------- | ---------- | --------------------------------- |
| Australien (ARIA)                                                                            | —            | 5× Gold5     | 36× Platin36   | —             | 2.695.000  | aria.com.au                       |
| Belgien (BRMA)                                                                               | —            | Gold1        | 2× Platin2     | —             | 85.000     | ultratop.be                       |
| Brasilien (PMB)                                                                              | —            | 5× Gold5     | 33× Platin33   | 11× Diamant11 | 3.930.000  | pro-musicabr.org.br               |
| Dänemark (IFPI)                                                                              | —            | 13× Gold13   | 6× Platin6     | —             | 850.000    | ifpi.dk                           |
| Deutschland (BVMI)                                                                           | —            | 8× Gold8     | 2× Platin2     | —             | 2.300.000  | musikindustrie.de                 |
| Finnland (IFPI)                                                                              | —            | 2× Gold2     | Platin1        | —             | 40.000     | Einzelnachweise                   |
| Frankreich (SNEP)                                                                            | —            | 3× Gold3     | —              | 2× Diamant2   | 916.666    | infodisc.fr snepmusique.com FR3   |
| Golf-Kooperationsrat (IFPI)                                                                  | —            | Gold1        | —              | —             | 3.000      | ifpi.org                          |
| Irland (IRMA)                                                                                | —            | 2× Gold2     | —              | —             | 15.000     | irishcharts.ie                    |
| Italien (FIMI)                                                                               | —            | 5× Gold5     | 8× Platin8     | —             | 600.000    | fimi.it                           |
| Japan (RIAJ)                                                                                 | —            | Gold1        | —              | —             | 100.000    | riaj.or.jp                        |
| Kanada (MC)                                                                                  | —            | 6× Gold6     | 17× Platin17   | —             | 1.600.000  | musiccanada.com                   |
| Kolumbien (ASINCOL)                                                                          | —            | Gold1        | —              | —             | 5.000      | Einzelnachweise                   |
| Malaysia (RIM)                                                                               | —            | —            | Platin1        | —             | 10.000     | Einzelnachweise                   |
| Mexiko (AMPROFON)                                                                            | —            | 4× Gold4     | 2× Platin2     | Diamant1      | 560.000    | amprofon.com.mx                   |
| Neuseeland (RMNZ)                                                                            | —            | 7× Gold7     | 26× Platin26   | —             | 765.000    | aotearoamusiccharts.co.nz NZ2 NZ3 |
| Norwegen (IFPI)                                                                              | —            | 3× Gold3     | 15× Platin15   | —             | 870.000    | ifpi.no                           |
| Österreich (IFPI)                                                                            | —            | 2× Gold2     | 2× Platin2     | —             | 85.000     | ifpi.at                           |
| Philippinen (PARI)                                                                           | —            | Gold1        | —              | —             | 7.500      | Einzelnachweise                   |
| Polen (ZPAV)                                                                                 | —            | Gold1        | 4× Platin4     | 2× Diamant2   | 560.000    | olis.pl                           |
| Portugal (AFP)                                                                               | —            | 5× Gold5     | 7× Platin7     | —             | 110.000    | Einzelnachweise                   |
| Schweden (IFPI)                                                                              | —            | 5× Gold5     | 5× Platin5     | —             | 440.000    | sverigetopplistan.se              |
| Singapur (RIAS)                                                                              | —            | Gold1        | —              | —             | 5.000      | rias.org.sg                       |
| Spanien (Promusicae)                                                                         | —            | 6× Gold6     | 7× Platin7     | —             | 520.000    | elportaldemusica.es               |
| Vereinigte Staaten (RIAA)                                                                    | —            | 15× Gold15   | 52× Platin52   | —             | 57.144.000 | riaa.com                          |
| Vereinigtes Königreich (BPI)                                                                 | 12× Silber12 | 5× Gold5     | 12× Platin12   | —             | 10.644.000 | bpi.co.uk                         |
| Insgesamt                                                                                    | 12× Silber12 | 106× Gold106 | 238× Platin238 | 16× Diamant16 |            |                                   |